# Enicospilus doylei
Enicospilus doylei là một loài tò vò trong họ Ichneumonidae.